# Your Name. (album)
Your Name. (Nhật: 君の名は Hepburn: Kimi no Na wa.) là album phòng thu thứ tám của ban nhạc rock Nhật Bản RADWIMPS và là album nhạc phim cho bộ phim hoạt hình Your Name – Tên cậu là gì?, phát hành vào ngày 24 tháng 8 năm 2016 bởi Universal Music Japan. Từ khi lần đầu ra mắt, nó đã đạt hạng nhất trên bảng xếp hạng album trong tuần của oricon, với 58,000 bản được bán. Bộ album được phát hành dưới định dạng một bản CD Maxi tiếng Anh vào 10 tháng 3 năm 2017 và tải xuống trực tuyến vào 27 tháng 1 cùng năm.

## Hoàn cảnh ra đời
Theo ca sĩ Yojiro Noda, phải mất một và nửa năm để hoàn thành việc soạn nhạc cho bộ phim Your Name. Khi thu âm, cả ban nhạc rock Radwimps không được thấy bản hoạt hình của bộ phim cho đến khi nó hoàn thành, thiếu điều kiện đó mà họ phải soạn theo kịch bản của đạo diễn Shinkai Makoto, tạo nhiều khó khăn để khớp với từng cảnh trong phim. Người chơi guitar Akira Kuwahara chia sẻ: 

"Thật khó để soạn nhạc cho trùng với từng giây bộ phim".

Ca sĩ Noda cũng cho biết:

"Quá trình phát triển nhạc phải khớp với các cảnh của bộ phim để cả hai trôi chảy với nhau. Phần âm nhạc có thể thay đổi câu chuyện, từng lời hội thoại, và nếu các cảnh càng sáng tạo hơn, chúng tôi phải làm lại nhạc. Đó là một quá trình mang tính sáng tạo".

## Danh sách bài hát
| STT              | Nhan đề                                                             | Phổ lời          | Phổ nhạc         | Thời lượng |
| ---------------- | ------------------------------------------------------------------- | ---------------- | ---------------- | ---------- |
| 1.               | "Yume Tōrō (夢灯籠, "Dream Lantern")"                               | Yojiro Noda      | Noda             | 2:09       |
| 2.               | "Mitsuha no Tsūgaku (三葉の通学, "School Road")"                    |                  | Noda             | 1:07       |
| 3.               | "Itomori Kōkō (糸守高校, "Itomori High School")"                    |                  | Noda             | 1:48       |
| 4.               | "Hajimete no Tōkyō (はじめての、東京, "First View of Tokyo")"       |                  | Noda             | 1:16       |
| 5.               | "Akogare Cafe (憧れカフェ, "Cafe At Last")"                         |                  | Akira Kuwahara   | 1:29       |
| 6.               | "Okudera Senpai no Tēma (奥寺先輩のテーマ, "Theme of Ms. Okudera")" |                  | Noda             | 2:06       |
| 7.               | "Futari no Ihen (ふたりの異変, "Unusual Changes of Two")"           |                  | Kuwahara         | 2:36       |
| 8.               | "Zenzenzense (前前前世 (bản trong phim))"                           | Noda             | Noda             | 4:44       |
| 9.               | "Goshintai (御神体)"                                                |                  | Noda             | 3:24       |
| 10.              | "Dēto (デート, "Date")"                                             |                  | Noda             | 4:03       |
| 11.              | "Akimatsuri (秋祭り, "Autumn Festival")"                            |                  | Noda             | 1:06       |
| 12.              | "Kioku o Yobiokosu Taki (記憶を呼び起こす瀧, "Evoking Memories")"   |                  | Noda             | 1:40       |
| 13.              | "Hida Tanbō (飛騨探訪, "Visit to Hida")"                            |                  | Noda             | 1:29       |
| 14.              | "Kieta Machi (消えた町, "Disappeared Town")"                        |                  | Yusuke Takeda    | 1:55       |
| 15.              | "Toshokan (図書館, "Library")"                                      |                  | Takeda           | 1:42       |
| 16.              | "Ryokan no Yoru (旅館の夜, "Night at the Inn")"                     |                  | Takeda           | 1:29       |
| 17.              | "Goshintai e Futatabi (御神体へ再び, "Again to Goshintai")"         |                  | Noda             | 2:21       |
| 18.              | "Kuchikamizake Torippu (口噛み酒トリップ, "Kuchikamizake Trip")"    |                  | Noda             | 2:55       |
| 19.              | "Sakusen Kaigi (作戦会議, "Council of War")"                        |                  | Noda             | 2:20       |
| 20.              | "Chō Chō Settoku (町長説得, "Persuading Mayor")"                    |                  | Takeda           | 2:45       |
| 21.              | "Mitsuha no Tēma (三葉のテーマ, "Theme of Mitsuha")"                |                  | Noda             | 4:02       |
| 22.              | "Mienai Futari (見えないふたり, "Unseen Two")"                      |                  | Noda             | 0:50       |
| 23.              | "Katawaredoki (かたわれ時)"                                         |                  | Noda             | 2:47       |
| 24.              | "Supākuru (スパークル (bản trong phim), "Sparkle")"                 | Noda             | Noda             | 8:54       |
| 25.              | "Dēto 2, (デート2, "Date 2")"                                       |                  | Noda             | 2:09       |
| 26.              | "Nandemonaiya (なんでもないや (phối lại bản trong phim))"           | Noda             | Noda             | 3:15       |
| 27.              | "Nandemonaiya (なんでもないや (bản trong phim))"                    | Noda             | Noda             | 5:44       |
| Tổng thời lượng: | Tổng thời lượng:                                                    | Tổng thời lượng: | Tổng thời lượng: | 1:12:05    |

## Xếp hạng
| Bảng xếp hạng (2016)               | Vị trí cao nhất |
| ---------------------------------- | --------------- |
| Japan Weekly Albums (Oricon)       | 1               |
| Japan Hot Albums (Billboard)       | 1               |
| Japan Top Albums Sales (Billboard) | 1               |

| Bảng xếp hạng (2017)              | Vị trí cao nhất |
| --------------------------------- | --------------- |
| US Heatseekers Albums (Billboard) | 16              |
| US Soundtracks Albums (Billboard) | 15              |
| US World Albums (Billboard)       | 2               |

## Chứng nhận
| Quốc gia                                                                           | Chứng nhận  | Số đơn vị/doanh số chứng nhận |
| ---------------------------------------------------------------------------------- | ----------- | ----------------------------- |
| Japan (RIAJ)                                                                       | 2× Bạch kim | 500,000 (CD)                  |
| Japan (RIAJ)                                                                       | Vàng        | 100,000+ (DL)                 |
| * Chứng nhận dựa theo doanh số tiêu thụ. ^ Chứng nhận dựa theo doanh số nhập hàng. |             |                               |

## Giải thưởng và đề cử
| Năm  | Giải thưởng                      | Hạng mục                                  | Kết quả   |
| ---- | -------------------------------- | ----------------------------------------- | --------- |
| 2016 | Japan Record Awards lần thứ 58   | Giải Đặc biệt                             | Đoạt giải |
| 2017 | Japan Academy Prize lần thứ 40   | Thành tựu xuất sắc trong thể loại âm nhạc | Đoạt giải |
| 2017 | Japan Gold Disc Award lần thứ 31 | Album nhạc phim của năm                   | Đoạt giải |
| 2017 | Newtype Anime Awards lần thứ 6   | Nhạc phim hay nhất                        | Á quân    |